# Arthur Kenneth Jones
Arthur Kenneth Jones (* 7. September 1887 in Southampton; † Januar 1975 in Salisbury) war ein englischer Badmintonspieler. Jones ist einer der Pioniere des Sportes. Er gehörte 1925/26 zu einer sechsköpfigen Delegation, die fast zwei Monate nach Kanada und in die USA reiste und dort die weitere Entwicklung des Sportes förderte.

## Karriere
Arthur Kenneth Jones gewann lediglich ein großes Turnier. Bei den All England war er 1925 im Herrendoppel erfolgreich. Das Turnier ist bis heute eines der prestigeträchtigsten Turniere weltweit.

## Sportliche Erfolge
| Saison | Veranstaltung | Disziplin    | Platz | Name                                |
| ------ | ------------- | ------------ | ----- | ----------------------------------- |
| 1925   | All England   | Herrendoppel | 1     | Herbert Uber / Arthur Kenneth Jones |